# Cẩm Phô
Cẩm Phô is een phường van Hội An, naast Tam Kỳ de tweede stad van de provincie Quảng Nam.
Cẩm Phô ligt aan de oever van de Hội An.